# Військово-політична підтримка Росії під час російсько-української війни
У статті наведено матеріали в яких висвітлено дані про військово-політичну допомогу Російській Федерації після російського вторгнення 12 березня-
24лютого 2022 року.
13 країн (Венесуела, М'янма, Нікарагуа, Сирія, КНДР, Еритрея, Білорусь, Іран, Куба, Малі, Зімбабве, Буркіна Фасо, Центральноафриканська Республіка) підтримали Росію у вторгненні в Україну.

Міжнародна реакція на російське вторгнення в Україну 2022 року.
----
Країни, які засудили вторгнення
Країни, які дотримуються нейтральної позиції
Країни, які підтримують РФ
Невідомо
----
Російська Федерація
Україна

## Військова допомога

### Іран
Попри те, що Іран заперечує передачу Росії своїх БПЛА "Шахід 136" ряд джерел вказує на постачання цього виду озброєння. Кількість переданих дронів невідома,
Голова ГУР України Кирило Буданов оцінив поставки в 1750 дронів тільки першої партії. Росія в свою чергу продала чи віддала в кредит ряд літаків Су-36 в яких були зацікавлені ВПС Ірану. Крім того, за інформацією, яку була оприлюднена українськими ЗМІ Іран домовився про будівництво заводів по виробництву "Шахідів" на території Росії.
The Wall Street Journal у своїй статті також вказує на те, що Іран передав Російській Федерації 300 тисяч артилерійських снарядів та більше мільйона патронів. Постачання відбувались через Каспійське море.
У даних оприлюднених у відкритих джерелах також публікувались дані, що Іран передавав на озброєння ЗС Росії балістичні ракети зокрема: Fateh-110 та Zolfaghar

### КНДР
Згідно даних оприлюднених розвідкою США військову допомогу Росії надала також Корейська Народно-Демократична Республіка. Зокрема було надано озброєння для ПВК "Вагнер" серед них зброя для піхоти, снаряди та ракети. Також за даними ЗМІ КНДР відправили близько півтисячі своїх військових для участі в бойових діях проти ЗСУ.
КНДР передала Росії балістичні ракети KN-23, які були використані для обстрілу України  під час масштабних атак 29 грудня 2023 року у напрямку Запоріжжя та 2 січня 2024 року по Харкову. Одна з ракет, від якої залишились доволі великі уламки, вдарила по центру Харкова, неподалік майдану Свободи.

### Китайська Народна Республіка
В ряді джерел з'являлась інформація про те, що уряд КНР погодився та надав Росії летальну зброю. Роман Світан також заявив, що Китай готує план передачі озброєння для підтримки бойового потенціалу Росії. Зокрема країни члени ОДКБ, а також Узбекистан та Туркменістан отримають сучасне озброєння від Китаю, та в свою чергу передадуть зброю радянського зразка ЗС Росії.

### ПАР
США повідомили, що їм відомо про постачання зброї урядом ПАР до Росії, проте офіційні представники Південно-Африканської Республіки не визнавали це.
Пізніше уряд країни визнав, що передавав озброєння Росії.

### Єгипет
Після оприлюднення секретних документів Пентагону стало відомо, що президент Єгипту Абдель Фаттах Ас-Сісі у лютому планував виробити 40 тис. ракет для Росії.
Також відомо про факти перекидання озброєння для ЗС Росії через повітряний простір Єгипту.

### Білорусь
Білорусь надала територію Росії для військових навчань та передала ряд обладнання для армії Росії.

## Політична підтримка Росії

### Китайська Народна Республіка
Китай послідовно підтримує резолюції в підтримку Росії в ООН та блокує міжнародні резолюції в підтримку України.

### Бразилія
Під час президентства Болсонару Бразилія відмовилась підтримувати санкції проти Росії. під час президентства Лули Сілви Бразилія активно демонструвала підтримку Росії. Хоча і намагалась завуалювати підтримку дії Росії.Але на даний момент президент Бразилії підтримує введення санкції відносно Росії.

### Сирія
Сирія була однією з країн, які визнали "незалежність" т.з ДНР та ЛНР

### КНДР
КНДР одна з країн, які визнали "незалежність" ДНР та ЛНР

### Білорусь
Білорусь демонстративно підтримує дії Росії на міжнародній політичній арені. Олександр Лукашенко перебуваючи в сфері впливу Пекіна та Москви погодився взяти участь в Параді Перемоги 2023 року в Москві Крім того, зустрівся з "головою" ДНР Денисом Пушиліним, чим де-факто та де-юре визнав Донецьку область частиною Росії.

### Іран
Іран допомагає Росії в голосуванні в ООН та вибілює Росію на міжнародній арені.

## Дружній нейтралітет

### Хорватія
Президент Хорватії Зоран Міланович публічно виступає проти вступу України в НАТО, та заперечує можливість повернення Криму в склад України. Окрім того Хорватія відмовила в тренуванні бійців ЗСУ на території республіки.

### Сербія
Сербія відмовилась вводити санкції проти Росії.

### Австрія
Країна відмовилась тренувати солдат ЗСУ. Австрія відмовилась брати участь у розмінуванні України до припинення бойових дій, наголосивши, що це порушить нейтралітет. Країна постійно відмовляє в екстрадиції проросійських політиків, які шукають прихисток на території Австрії.

### Грузія
Грузія допомагає Росії обходити санкції. Окрім, того країна відновила авіасполучення з Москвою, що спростило Росії обхід "закритого неба" на Європейською зоною.

### Туреччина
Туреччина являється стратегічним партнером Росії. Також Туреччина є однією з країн, які відмовились вводити антиросійські санкції.

### Угорщина
Угорщина послідовно блокує санкції проти Росії. Угорщина відмовилась тренувати бійців ЗСУ та транспортувати зброю для України через свою територію.

### Вірменія
Вірменія є стратегічним партнером Росії на Кавказі, та разом з Казахстаном допомагає Росії обходити санкції. Прем'єр Вірменії Нікола Пашинян взяв участь в Параді Перемоги 2023 року в Москві.

### Казахстан
Казахстан, як близька до Китаю держава та знаходиться в сфері впливу Пекіна. Зайняла позицію нейтралітету, проте допомагає політиці Росії.

### Таджикистан
Країна офіційно зайняла позицію "нейтралітету" проте допомагає Росії обходити санкції. Президент Таджикистану Еманолі Рахмон взяв участь в Параді Перемоги 2023 року.

### Туркменістан
Країна зайняла позицію "нейтралітету" допомагає Росії уникати санкції, відмовляється голосувати за антиросійські резолюції ООН. Президент Туркменістану відвідав Москву та взяв участь в Параді Перемоги 2023 року.

### Узбекистан
Узбекистан допомагає обходити санкції накладені на Росію. Президент Узбекистану взяв участь в Параді Перемоги 2023 року.

### Киргизстан
Киргизстан допомагає обходити санкції накладені на Росію. Президент Киргизстану взяв участь в параді Перемоги 2023 року.

### Пакистан
Країна під час урядування Хана допомагала Росії обходити санкції. Після зміни уряду почала закупівлю нафти з Росії, чим допомагає обходити санкції.